# Loch Arklet Reservoir
Loch Arklet Reservoir är en reservoar i Storbritannien.   Den ligger i kommunen Stirling och riksdelen Skottland, i den nordvästra delen av landet, 600 km nordväst om huvudstaden London. Loch Arklet Reservoir ligger 401 meter över havet.  I omgivningarna runt Loch Arklet Reservoir växer i huvudsak blandskog.